# Château d'Oheka
 (mars 2018).
Oheka, ou Oheka Castle, est un ancien manoir de style néo-Renaissance à Cold Spring Harbor, Long Island (État de New York), qui est maintenant utilisé comme un hôtel.
C'est la deuxième plus grande maison privée en Amérique avec 125 chambres et a été construite entre 1914 et 1919 par Otto Hermann Kahn pour environ 11 millions de dollars. C'est de loin la plus grande résidence privée sur la légendaire Gold Coast, elle sert de toile de fond pour le film Citizen Kane et la série Royal Pains.
Il a servi de décor également pour le clip de la chanson "For You" de Rita Ora et Liam Payne, chanson du film "50 nuances plus claires"

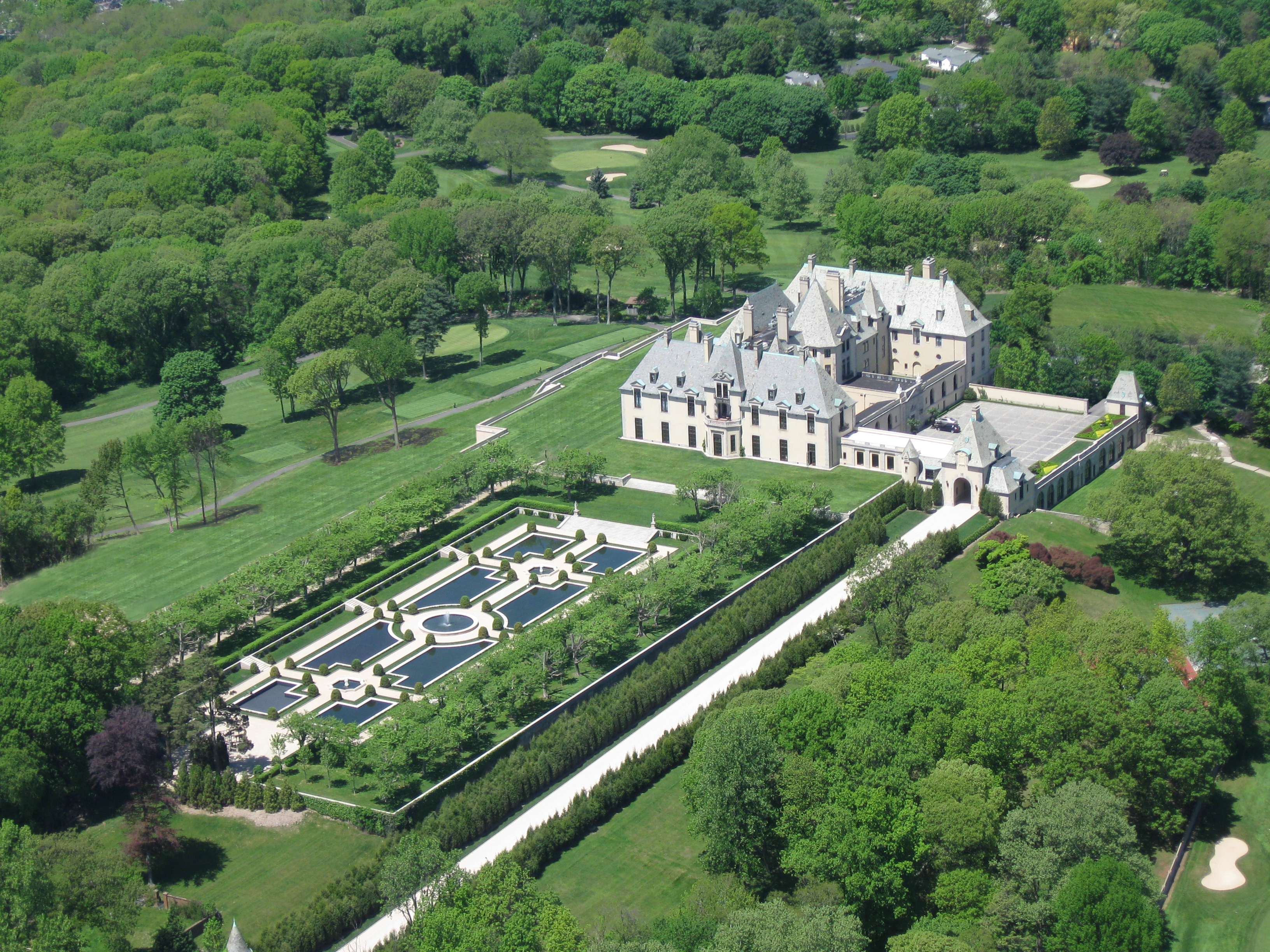
Vue aérienne du château d'Oheka